# バラク 8 (ミサイル)
バラク 8（英語: Barak 8）は、イスラエルとインドが共同開発した艦隊防空ミサイル。また陸上用にダウンサイジング化したバラク MRも派生したほか、後にはより長射程のミサイルもラインナップに加えて、モジュラー化・スケーラブル化したバラク MXシステムへと発展した。

## 来歴
イスラエルでは、2000年にシンガポール海軍のラファイエット級フリゲート派生型（後のフォーミダブル級フリゲート）向けにバラクの長射程型（スーパーバラク）を提案したものの、この時点では採用に至らなかった。しかしその後も、サール5型コルベット改良型向けの次世代防空システムとして、長射程型バラクの開発は継続されているものとみられていた。
その後、2000年代中盤からはインドとの共同開発が模索され、2006年1月27日には両国の合意が成立した。これに基づき開発されたのがバラク 8で、2009年に航空ショーで公表された。

## 設計
ミサイル本体の開発はラファエルが担当しており、同社のダービーと外見的に類似している。ロケットモータは2パルス式で、最大飛翔速度はマッハ2、発射直後の針路調整は推力偏向によって行う。射程は初期モデルは70 kmだったが、後に改良されて100 kmに延伸された。また長射程型のバラク 8ERでは150 kmにまで延伸されている。
ミサイルの誘導方式は、中途航程では指令誘導、終末航程ではアクティブ・レーダー・ホーミング（ARH）または赤外線画像誘導（IIR）が用いられる。中間指令誘導にはEL/M-2248 MF-STAR多機能レーダーが用いられる。

## 運用者と搭載艦艇
- イスラエル海軍

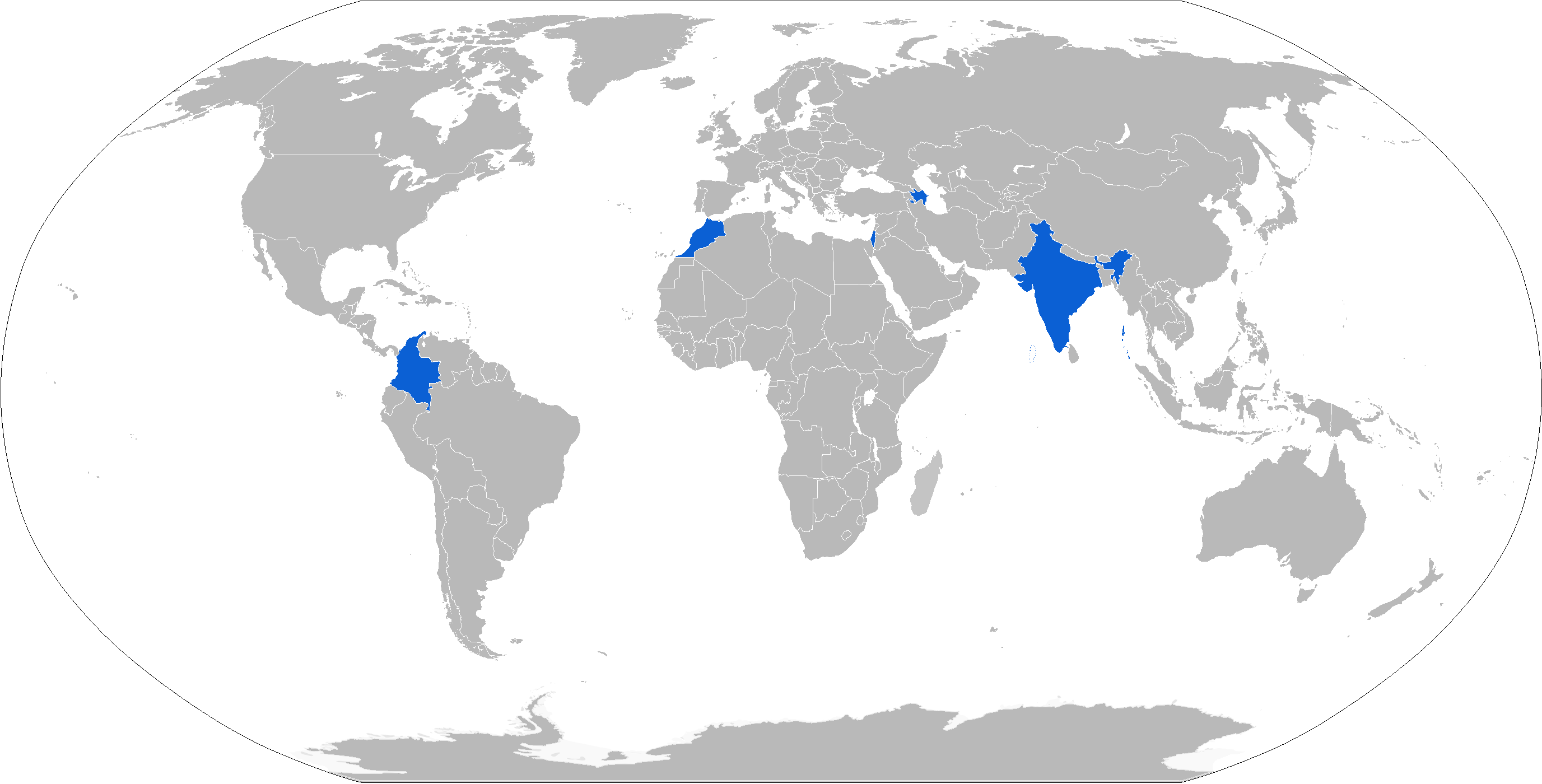
導入国（バラク MXも含む）

  - サール5型コルベット（バラク-Iを換装）
  - サール6型コルベット
- アゼルバイジャン空軍 - 2024年時点で、数量不詳の地対空型（LRADおよびMRAD）を保有[8]。
- インド海軍
  - カモルタ級コルベット
  - コルカタ級駆逐艦 - 32連装VLS×2基 (64セル) を搭載。
  - ニルギリ級フリゲート (2代)（英語版）
  - 17B型フリゲート（英語版）
  - ヴィシャーカパトナム級駆逐艦
  - ヴィクラマーディティヤ
  - ヴィクラント
- インド空軍 - 2024年時点で、8システムの地対空型を保有[9]。